# 西班牙十字戲

西班牙十字戲

西班牙十字戲(Parchís)，為西班牙的十字戲類遊戲，由印度十字戲演變而來，已改採用六面骰。
亦有不用骰子，純策略的變體規則，而成為抽象策略遊戲。

## 博具
- 棋盤如十字軸。四方各軸的左、右行由末端開始數的第五格、與中行由末端開始數的第一格畫有標記，稱為安全位，共十二處。一個棋格最多可放兩枚棋子。下軸右行的安全位，為同色棋子起點。每邊角落稱為家。
- 一枚六面骰。
- 棋子每方四枚，以顏色區分敵我。

## 博
| 采名 | 采數 | 獎采                                                           |
| ---- | ---- | -------------------------------------------------------------- |
| 1    | 1    |                                                                |
| 2    | 2    |                                                                |
| 3    | 3    |                                                                |
| 4    | 4    |                                                                |
| 5    | 5    | 放一枚己棋入場，若無則走五格。                                 |
| 6    | 6、7 | 走六格，若同色棋都已入場，則改走七格。走棋後，再獲得回合一次。 |

## 博法

### 四人規則
- 四人遊戲，各方坐於一角。
- 有兩枚同色棋子在同一棋格時，這些棋稱為障礙。
- 除一枚於己棋起點，其餘三枚己棋先置於己側的家，待擲出特定彩時才能入場。
- 輪流一枚骰子，依采數決定是放一枚己棋至起點，還是移動一枚己棋走采數的格子。棋子以逆時針方向繞最外邊的棋盤格，不經過中心，一週後沿靠近己方的中間縱行沿中心格前進，途中不可穿過任何異色的障礙，能至僅一枚棋子或空的棋格。若至一枚非安全位的異色棋處，則將該棋打回原有者的家，然後任何一枚己棋走二十格，才回合結束。
  - 擲出五，放一枚己棋到起點，若無才能選擇走五格。若起點已有兩枚棋子，將最後至入的任何方棋子，打回原有者的家。
  - 擲出六，走六格，若同色棋都已入場，改走七格。走棋後，再獲得回合一次。
- 無法行棋時，放棄回合。
- 以先讓所有己棋走完，返回終點為勝。[3]

### 兩人規則
- 兩人遊戲，雙方對坐。
- 下軸右行的安全位，為每方起點。
- 每方操控右下方、左上方的兩色棋子，其餘相同，須注意同樣不可穿過異色的阻礙、同樣可把異色棋打回，即使是同方也一樣。[3]

### 純策略規則
- 兩人遊戲，雙方對坐。
- 每方操控右下方、左上方的兩色棋子。
- 初始佈置為一枚棋子各放於家、其餘的四色棋子交錯擺於安全位。
- 不擲骰子，改選從一到六這六個數字行棋，全數選完後才能再選同樣數字。
- 其餘規則同四人遊戲。[4]

## 外部連結
- 線上遊戲（純策略版） （页面存档备份，存于）